# Ischyromene magna
Ischyromene magna là một loài chân đều trong họ Sphaeromatidae. Loài này được Barnard miêu tả khoa học năm 1914.